# Carlos César Neves
Carlos César Neves (Uberaba, 21 de abril de 1987) é um futebolista brasileiro que joga na posição de lateral-direito. Atualmente está no Criciúma.

## Carreira
Natural de Uberaba, Carlos César iniciou sua carreira como profissional no Criciúma. Por lá, conquistou a Série C em 2006 e atuou por mais duas temporadas no Tigre, sendo vice-campeão estadual em duas ocasiões.
No ano de 2009 teve uma rápida passagem pelo Rio Claro, equipe do interior de São Paulo, até se transferir para o Guarani de Campinas. No Bugre, fez parte do elenco que conquistou o acesso à Série A do Brasileiro. No final de 2010, deixou a equipe e voltou ao estado natal para jogar pelo Guarani de Divinópolis.
Mesmo com a campanha irregular do alvirrubro, despertou a atenção do Boa Esporte, antigo Ituiutaba para a disputa da Série B do Campeonato Brasileiro. Na equipe de Varginha, teve ótima atuação e foi contratado pelo Atlético Mineiro no dia 23 de setembro de 2011. Seu contrato foi válido até maio de 2012.
Logo em sua estreia com a camisa do Galo, deu passe para gol e acabou ganhando a posição de titular. No jogo seguinte, marcou seu primeiro gol com a camisa alvinegra. Ao longo da reta final do Campeonato Brasileiro, foi bastante elogiado pela torcida e imprensa.
No dia 15 de abril de 2012, o Atlético Mineiro anunciou a compra de 50% dos direitos econômicos de Carlos César. Especula-se que o clube tenha desembolsado cerca de 600 mil reais. Carlos César renovou seu contrato com o Galo, com duração de 4 anos.
No dia 30 de janeiro de 2014, Carlos César foi anunciado oficialmente no Atlético Paranaense como mais um reforço para a temporada 2014. O atleta foi cedido ao clube por empréstimo.
No dia 28 de maio de 2014, foi confirmado como novo reforço do Vasco da Gama por empréstimo até o final do ano.
Retornou ao Galo para temporada 2015, e renovou seu vínculo com o clube até 2018.
No inicio de 2018, o lateral voltou a renovar seu vínculo com o clube, desta vez até 31 de julho de 2019.
Em 20 de março de 2018, foi acertada a transferência de Carlos César para o Coritiba por empréstimo de um ano.
Carlos César deixou o Atlético ao fim de seu contrato em agosto de 2019. No total, disputou 101 partidas e marcou 5 gols pelo clube.

## Títulos
Criciúma
- Campeonato Brasileiro - Série C: 2006

Atlético Mineiro
- Campeonato Mineiro: 2012, 2013, 2015, 2017
- Copa Libertadores da América: 2013[10]
- Florida Cup: 2016